# Foh lung
Foh lung (火龍), comercialitzada internacionalment com a Fire of Conscience és una pel·lícula d'acció xinesa de Hong Kong del 2010 dirigida per Dante Lam i protagonitzada per Leon Lai i Richie Jen.

## Repartiment
- Leon Lai com el detectiu Manfred
- Richie Jen com a inspector Kee
- Wang Baoqiang com a Xiao Yong
- Vivian Hsu com a Ellen
- Liu Kai-chi com a Cheung On
- Michelle Ye com a maig
- Charles Ying com a Sam
- Wilfred Lau com a Hoi

## Producció
El director Dante Lam va explicar que el títol de la pel·lícula prové de la tradicional dansa del drac de foc que els residents de Hong Kong solien practicar per allunyar la pestilència i que creu que hi ha una pestilència a l'ànima de cada ésser humà que s'ha de vèncer. Per preparar-se per a les escenes d'acció, Leon Lai es va preparar per a aquestes escenes fent exercici, córrer i nedar. Richie Jen va declarar que Lam volia que "perdés pes per afegir més ombrívol al meu personatge. Però abans de fer cap esforç addicional, em vaig trobar més prim gràcies al clima calorós i a tantes escenes de lluita per rodar". Lai va suggerir que tant Jen com ell cantéssin com a duet per al tema de la pel·lícula. Jen va declarar que "se sentia estrany. Però em va agradar la cançó a l'instant quan Mark Lui la va acabar. Esperem que la cançó pugui portar el públic a una comprensió més profunda de la pel·lícula".

## Llançament
Foh lung es va estrenar al Festival de cinema de Hong Kong el 23 de març de 2010. Es va estrenar àmpliament a la Xina i Hong Kong l'1 d'abril de 2010.
Foh lung' va debutar en quart lloc a la taquilla de Hong Kong i va arribar a Singapur, Malàisia i Nova Zelanda. La pel·lícula es va mantenir a les llistes durant quatre setmanes a Hong Kong. La pel·lícula va recaptar un total de 526.017 dòlars EUA a Hong Kong i 806.708 dòlars a tot el món.

## Recepció
Perry Lam de la revista Muse va escriure: "en dissenyar i executar les escenes d'acció, [Lam] se centra massa en la potència de foc i el recompte de cossos, i massa poc en el seu potencial transgressor. i poder transformador.' Time Out Hong Kong va donar a la pel·lícula una puntuació de tres de sis estrelles, assenyalant que era una mica menys memorable que la pel·lícula anterior de Dante Lam Beast Stalker.
The Montreal Gazette va fer una crítica mixta, dient que la pel·lícula és "una pel·lícula emocionant i visualment impressionant, plena d'acció i els colors brillants i punyents d'un anunci de Sharp Quattron. Malauradament, no és molt més que això." IFC va fer una crítica mixta afirmant que "L'acció de Lam és innovadora i intel·ligent, però el seu enfocament als personatges és exactament el contrari: previsible i òbvia. Coneixem aquests policies de tantes pel·lícules anteriors que no ens sorprenen." The Hollywood Reporter va descriure la pel·lícula com "la més forta de l'any" i "Qualsevol pensament real sobre la naturalesa del deure i la llei es deixa de banda per a l'acció, l'acció i més acció, que és normal per a Lam, però encara superior a la majoria."
The Montreal Mirror va qualificar la pel·lícula com una decepció del Festival de Cinema de Toronto, assenyalant "una trama incoherent" i que "Lam, òbviament, té algunes talls d'acció, però aquí no les explota prou".